# ناتلی
حسین بن ابراهیم بن حسن بن خورشید طبری ناتلی آملی پزشک و مترجم یونانی به عربی ایرانی و از اهالی طبرستان بود. وی در قرن دهم میلادی می‌زیسته و کتاب د ماتریا مدیکا اثر دیوسکوریدس را ترجمه نمود.